# Elstertoko

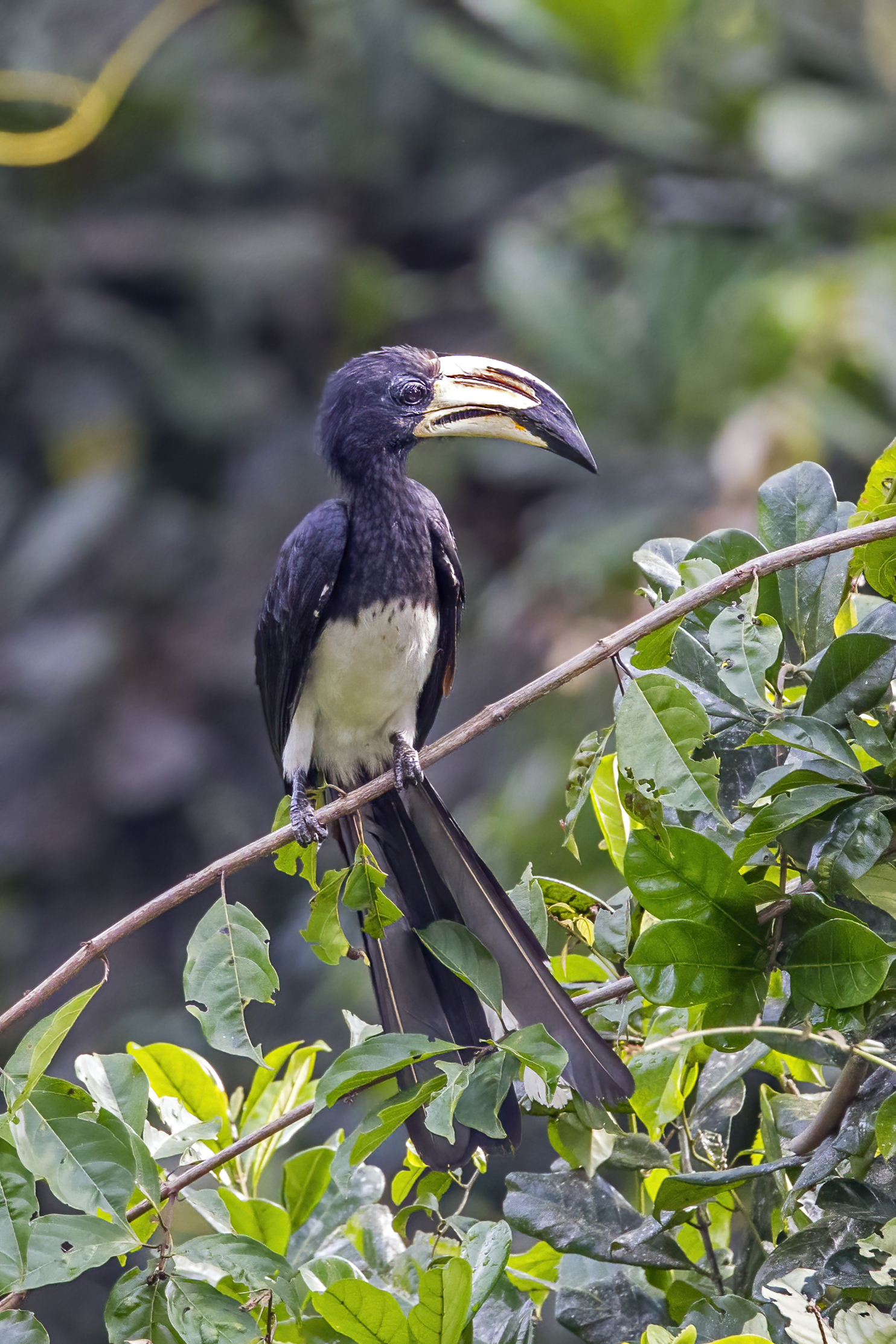
Elstertoko (L. f. semifasiatus) in Ghana

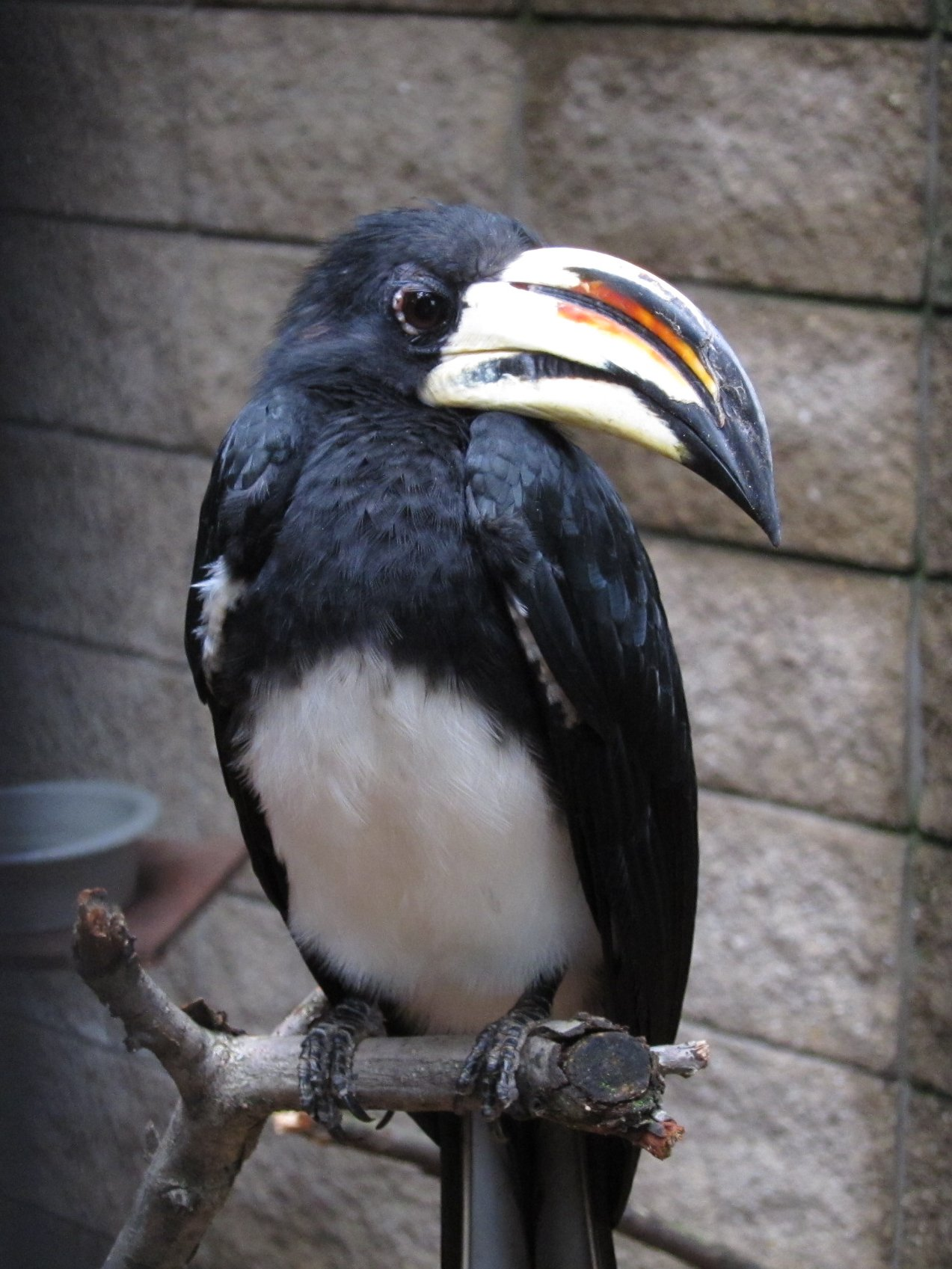
Elstertoko

Der Elstertoko (Lophoceros fasciatus, Synonym: Tockus fasciatus) ist eine afrikanische Vogelart, die zu den Nashornvögeln (Bucerotidae) gehört. Es werden zwei Unterarten unterschieden, die beide im westlichen Subsahara-Afrika vorkommen.
Die Bestandssituation der Elstertoko wurde 2016 in der Roten Liste gefährdeter Arten der IUCN als „Least Concern (LC)“ = „nicht gefährdet“ eingestuft.

## Merkmale
Der Elstertoko erreicht eine Körperlänge von 45 Zentimeter. Die Männchen wiegen zwischen 250 und 316 Gramm, die Weibchen wiegen zwischen 227 und 269 Gramm. Der Geschlechtsdimorphismus ist nur gering ausgeprägt.

### Merkmale der Nominatform
Der Kopf, die obere Brust und das gesamte Körperobergefieder sind schwarz. Die Federn auf dem Mantel und den Flügeldecken schimmern metallisch. Die Steuerfedern sind bis auf die äußeren schwarz. Die äußeren Steuerfedern sind dagegen fast vollständig weiß, so dass das der Schwanz so wirkt, als wäre er längs schwarz-weiß gestreift. Die Körperunterseite ist weißlich. Die Armschwingen und die Handschwingen sind schwarzer. Die Handschwingen sind außerdem schmal isabellfarben gesäumt. Der Schnabel erreicht bei den Männchen eine Länge von 9 bis 11,7 Zentimeter. Auf dem Oberschnabel befindet sich ein Horn, das kurz vor der Schnabelspitze abrupt endet. Der Schnabel ist blass gelb und geht dann in eine schwarze Schnabelspitze über. Das Horn entspricht in seiner Farbe dem Oberschnabel bis blass gelb und weist breite schwarze Längsstreifen auf. Der Unterschnabel ist blass gelb mit einer dunkelroten Spitze. Der Orbitalring und die unbefiederte Kehlhaut sind dunkelblau. Die Augen sind braun, die Füße und Beine sind bräunlich grün bis schwarz.
Das Weibchen gleicht dem Männchen in seinem Gefieder, hat aber ein kleineres Horn. Die Spitze des Unterschnabels weist kein Rot auf, sondern ist schwarz. Die unbefiederte Kehlhaut ist orange. Jungvögel haben ein stumpferes Gefieder und einen kleineren Schnabel ohne Horn.

### Merkmale der UnterartL. f. semifasiatus
Neben der Nominatform Lophoceros fasciatus fasciatus wird noch die Unterart Lophoceros fasciatus semifasciatus (Hartlaub, 1855) unterschieden. Diese ist etwas kleiner, die Individuen dieser Unterart wiegen durchschnittlich 262 Gramm. Der Schnabel dieser Unterart weist mehr Schwarz auf als bei der Nominatform und die rote Färbung am Schnabel ist entweder nur klein oder sie fehlt vollständig.

### Stimme
Die Rufe der Elstertoko sind hoch, schrill und pfeifend. Lautmalerisch werden sie mit „pii-pii-pii-pii“ umschrieben.

## Verwechselungsmöglichkeiten
Die zu der Gattung der Waldhornvögel gehörenden Schwarzhelm- und Goldhelm-Hornvogel haben ein ähnliches Gefieder wie die Elstertoko. Diese beiden Arten sind jedoch deutlich kleiner, haben ein kleineres Horn, einen schlankeren Körperbau und einen weniger angestrengt wirkenden Flug.
Das Verbreitungsgebiet der Elstertoko überlappt sich im Süden und Osten mit dem Kronentoko, der zur selben Gattung wie diese gehört. Der Kronentoko entspricht in der Gefiederfärbung dem Elstertoko, hat aber einen leuchtend rotorangen Schnabel, gelbe Auge und einen angedeuteten weißen Streifen über dem Auge.

## Verbreitung und Lebensraum

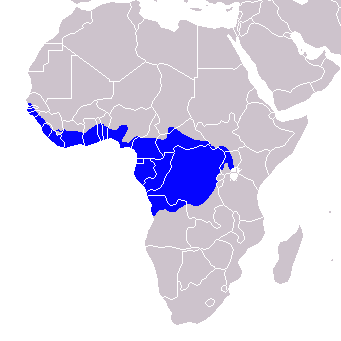
Verbreitungsgebiet des Elstertokos

Der Elstertoko ist ein weit verbreiteter Brutvogel in Wäldern in einem Streifen entlang der Küste von Gambia in Westafrika bis nach Kamerun. In Zentralafrika erstreckt sich das Verbreitungsgebiet bis nach Westuganda im Osten und Nordangola im Süden. Die Unterart L. f. semifasciatus kommt innerhalb dieses Verbreitungsgebiets in Gambia, dem Südwesten Senegals, Guinea-Bissau, Guinea, Sierra Leone, Liberia, Elfenbeinküste, Ghana, Togo, Benin und Nigeria vor.
Der Lebensraum der Elstertoko sind eine große Bandbreite tropischer immergrüner Wälder. Sie kommen sowohl an den Waldrändern von Primär- als auch Sekundärwald vor und besiedelt selbst Tertiärwald. Ausgehend von flussnahen Wäldern kommen Elstertokos auch in Savannen vor und nutzen auch Anpflanzungen von Ölpalmen. In Teilen seines Verbreitungsgebietes ist der Elstertoko ein häufiger Vogel.

## Nahrung
Die Nahrung besteht aus Insekten und Früchten. Zu den Gattungen, deren Früchte ein Bestandteil des Nahrungsspektrums der Elstertoko sind, gehören Musanga, Dacryodes, Morinda, Xylopia, Ficus, Heisteria, Coelocaryon, Guibourtia, Pycanthus und Trycalysia. Sie fressen außerdem die Früchte der Ölpalme und der stark behaarten Raupen, die ebenfalls diese Früchte fressen.
Käfer sind wesentlicher Bestandteil ihrer animalischen Nahrungen, daneben fressen sie Ameisen, Grashüpfer, Raupen, geflügelte Termiten und Eidechsen sowie Motten und ihre Larven sowie Mäuse und Eidechsen. Gelegentlich zählen auch Eier und Nestlinge kleinerer Vogelarten zu ihrem Nahrungsspektrum.

## Lebensweise

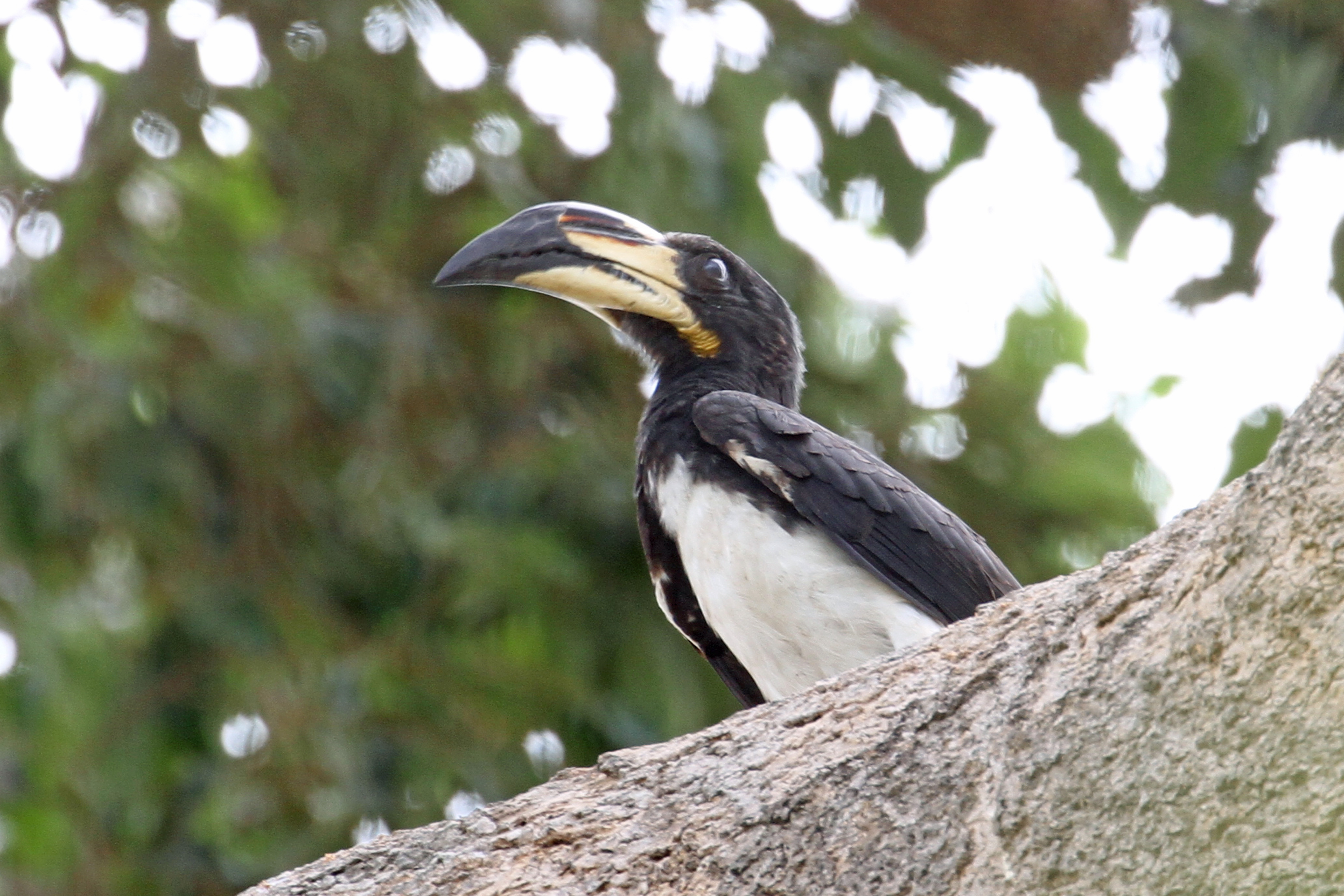
Elstertoko in Gambia

Die Elstertoko ist im größten Teil ihres Verbreitungsgebietes ein Standvogel, der gewöhnlich in kleinen Familiengruppen bestehend aus drei bis fünf Individuen zu beobachten ist. Vermutlich ist er wie andere Tokos außerdem territorial. Im Randbereich seines Verbreitungsgebietes und in den Teilen, die starken saisonalen Veränderungen unterliegen, kommt es außerhalb der Brutperiode zu Ansammlungen von Trupps, die bis zu 70 Individuen umfassen können. Typischer sind allerdings Trupps mit 10 bis 20 Vögeln. Diese Trupps wandern weiträumig, um Nahrung zu finden.
Wie alle Tokios ist auch die Elstertoko ein Höhlenbrüter. Genutzt werden ausschließlich Baumhöhlen, die sich in einer Höhe von 9 bis 24 Meter über dem Erdboden befinden. Die Brutbiologie der Elstertoko ist jedoch noch nicht abschließend untersucht.
Das Weibchen legt bis zu vier Eier in eine Baumhöhle, die es mit Lehm, Mist und Fruchtbrei verschließt. Nur eine kleine Öffnung, gerade groß genug, damit das Männchen Futter für das Weibchen und die Küken durchgeben kann, bleibt bestehen. Damit die Höhle sauber bleibt, wird der Kot durch die Öffnung nach draußen geschleudert. Während das Weibchen in der Bruthöhle sitzt, durchläuft sie die Mauser. Das Männchen versorgt sie mit Nahrung und trägt überwiegend Heuschrecken und Früchte herbei.
Wenn die Küken zusammen mit der Mutter zu groß für die Höhle werden, bricht diese den weitgehend zugemauerten Baumhöhlenzugang auf und verlässt die Höhle. Der Verschluss wird erneut gefertigt und beide Eltern füttern die Jungen.

## Haltung
Elstertokos werden gelegentlich in Zoologischen Gärten gezeigt. Sie haben dort bereits ein Alter bis zu 22 Jahren erreicht.

## Einzelbelege
1. ↑  Lophoceros fasciatus in der Roten Liste gefährdeter Arten der IUCN 2016. Eingestellt von: BirdLife International, 2016. Abgerufen am 3. Oktober 2017.
2. ↑  Kemp: The Hornbills – Bucerotiformes. S. 116.
3. 1 2  Kemp: The Hornbills – Bucerotiformes. S. 115.
4. ↑  Stimme des Elstertoko auf Xeno-Canto, aufgerufen am 1. Oktober 2016
5. 1 2 3  Kemp: The Hornbills – Bucerotiformes. S. 118.
6. 1 2  Kemp: The Hornbills – Bucerotiformes. S. 119.
7. ↑  Grummt, H. Strehlow (Hrsg.): Zootierhaltung Vögel. S. 548.